# Ardisia nigrovirens
Ardisia nigrovirens J.F.Macbr. – gatunek roślin z rodziny pierwiosnkowatych (Primulaceae). Występuje naturalnie w Peru. 

## Morfologia
LiścieBlaszka liściowa ma lancetowaty kształt. Mierzy 25 cm długości oraz 8 cm szerokości, jest całobrzega, ma tępą lub klinową nasadę i spiczasty wierzchołek. Ogonek liściowy jest owłosiony i ma 6–10 mm długości.
Gatunki podobneRoślina jest podobna do gatunku A. albovirens, lecz różni się od niego wielkością i kształtem blaszki liściowej.

## Zagrożenia i ochrona
Gatunek ten wpisany jest do Czerwonej księgi gatunków zagrożonych w kategorii gatunek bliski zagrożenia (ang. near threatened – NT).